# Osiedla Mielca

Podział administracyjny Mielca

Mielec jest podzielony na 18 osiedli, które są jednostkami pomocniczymi wspólnoty samorządowej. Zostały utworzone 14 czerwca 1978 przez Miejską Radę Narodową, a następnie wraz z przyłączeniem kolejnych terenów podział ten był korygowany. Podział na osiedla obejmuje cały obszar miasta, a przy ich wyznaczaniu pod uwagę wzięta została jednorodność układu osadniczego, układ przestrzenny oraz możliwości integracji w celu wykonywania zadań publicznych.

## Borek
Osiedle domów jednorodzinnych zamieszkane przez ok. 1190 osób, wyodrębnione w 1978, nazwy ulicom nadano w 1987. Nazwa pochodzi od tego, że kilkaset lat temu teren ten nazwano Borem, z uwagi na porastające go lasy. Później las wykarczowano, pozostały wydmy rozebrane w latach 50. XX w. na budowę osiedla fabrycznego. Podobno w tym miejscu w czasie „potopu” starły się wojska polskie i szwedzkie, a 9 marca 1942 odbyła się egzekucja Żydów, upamiętniona obeliskiem. Znajdują się tu różne zakłady przemysłowe, m.in. „SOBO”, „R&G”, „Kadomex”. Jest także niewielki cmentarz żydowski, założony przed II wojną światową, niedawno odnowiony.
Ulice: Akacjowa, Bema, Borowiczan, Brzozowa, Dębowa, Jagiełły, Jaworowa, Jesionowa, Kasztanowa, Michalina, Modelarska, Morcinka, Nałkowskiej, Orkana, Orzechowa, Orzeszkowej, Poniatowskiego, Przybosia, Różana, Sienkiewicza (częściowo), Śniadeckiego, Świerkowa, Traugutta, Tuwima, Usługowa, Wiśniowa, Wspólna

## Cyranka
Osiedle domów jednorodzinnych zamieszkane przez ok. 1900 osób. Od XV wieku do 1972 była wsią sąsiadującą z Mielcem, została włączona do miasta 1 stycznia 1973, a w 1978 stała się osiedlem. Nazwa pochodzi od kaczki cyranki powszechnie niegdyś występującej na tych terenach. Pierwsze wzmianki o wsi Nowa Góra (Cyranka) pojawiły się w dokumencie lokacyjnym Mielca z 1470, lecz istniała ona już wcześniej. Wschodnią część osiedla stanowią lasy, środkową tereny przemysłowe (SSE EURO-PARK MIELEC) i lotnisko, a zachodnią dwa osiedla mieszkaniowe otoczone polami uprawnymi. Najważniejszym obiektem jest: Dom Ludowy (w którym znajduje się siedziba OSP Cyranka oraz Mieleckiego Środowiska ZHR).
Ulice: Baczyńskiego, Beniowskiego, Boguszewskiej, Borodzika, Cyranowska, Działowskiego, Haładeja, Kosmonautów, Krzywa, al. Kwiatkowskiego, Lachnita, Obrońców Westerplatte, Orla, Padykuły, Piramowicza, Przemysłowa, Rolna, Skarżyńskiego, Sucharskiego, Szybowcowa, Ślusarska, Wiktora, Wojska Polskiego (częściowo), Wróblewskiego, Zawiszy Czarnego

## Dziubków
Osiedle domów jednorodzinnych zamieszkane przez ok. 2810 osób, jego budowę rozpoczęto w połowie lat 70., nazwy ulicom nadano w 1975. Leży w dawnej pradolinie Wisłoki, po zmianie koryta tereny stały się bagnami, a następnie łąkami. Nazwa Dziubków funkcjonuje od wieków i ma związek z dużą ilością ptactwa żerującego na tych terenach. Początkowo osiedle nazywało się Metalowców, jednak w 1985 na prośbę mieszkańców zmieniono nazwę na tradycyjny Dziubków, po czym wydzielono osiedle Szafera zabudowane blokami. Znajduje się tu kilka sklepów, Gimnazjum nr 4 i Szkoła Podstawowa nr 13.
Ulice: Budowlana, Daleka, Długa, Gajowa, Jasna, Jastrzębia, Jemiołowa, Jodłowa, Klonowa, Laskowa, Lipowa, Łąkowa, Łowiecka, Metalowców, Miła, Nieduża, Nowa, Okrężna, Osiedlowa, Partyzantów, Wierzbowa, Wolności (częściowo), Wrzosowa

## Kazimierza Wielkiego
Osiedle domów jednorodzinnych zamieszkane przez ok. 1000 osób. Znajduje się na terenach dawnych błoni miejskich i lotniska turystycznego, tzw. za laskiem komunalnym. Jego budowa została zaplanowana w 1951, zatwierdzona w 1956, rozpoczęta ok. 1960,  kiedy to nadano ulicom nazwy. Status osiedla i patron zostały nadane 14 kwietnia 1978. Osiedle ma charakter „sypialni” z uwagi na brak infrastruktury handlowej i rekreacyjnej.
Ulice: Drużbackiej, Hynka, Jagiellońska, Jasienicy, Kazimierza Wielkiego, Kredytowa, Lotnicza, Łokietka, Parkowa, Piastowska, Sosnowa, Tumanowicza, Wolności (częściowo)

## Kilińskiego

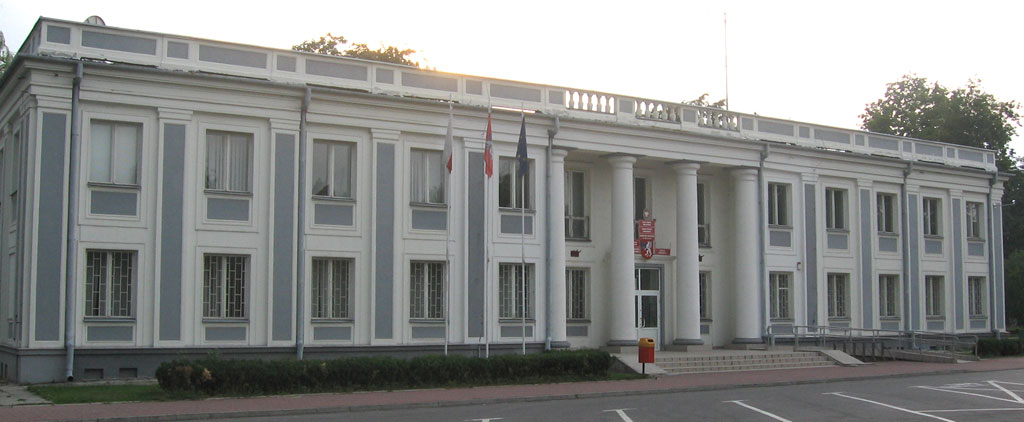
Siedziba starostwa na os. Kilińskiego

Jedno z dwóch osiedli, z których składa się najstarsza część Mielca – Stary Mielec, zamieszkane przez ok. 5000 osób. Wyodrębnione zostało 14 kwietnia 1978. Jego historia jest długa i bogata tak jak historia całego miasta. Najważniejsze obiekty to budynki CKU i ZSE (dawniej gimnazjum przy ul.Kilińskiego), WSGiZ (dawniej TG „Sokół” i kino „Bajka”), stadion   MOSiR (dawniej „Sokół”, „Gryf” i OSiR), Starostwo Powiatowe (dawniej Dom Partii), cmentarz parafialny, budynek Poczty i Urzędu Telekomunikacyjnego, cmentarz żydowski.
Ulice: 3 Maja, Związku Strzeleckiego, Batorego, Bohaterów Września, Chełmońskiego, Chodkiewicza, Cicha, Daszyńskiego, Dąbrowskiej, Długosza, Głowackiego, Grzybowskiego, Aleje Jana Pawła II, Joselewicza, Kilińskiego, Konfederacka, Krasickiego, Krótka, Kwiatowa, Legionów, Lelewela, Limanowskiego, Matejki, Mielczewskiego, Mieleckiego, Modrzejewskiej, Nowy Rynek, Obrońców Pokoju, Ogrodowa, Osterwy, Reja, Sandomierska, Sękowskiego, Sienkiewicza (częściowo), Słoneczna, Słowackiego, Sobieskiego, Staszica, Szeroka, Szewska, Teligi, Walerii Szalay-Groele, Warszawska, Wąska, Wiejska, Wybickiego, Wysockiego, Zamoyskiego, Żółkiewskiego, Żwirki i Wigury

## Kopernika
Osiedle złożone z bloków i wieżowców, zamieszkane przez ok. 8200 osób, budowane w latach 60., 70. i 80. Potocznie zwane Jeziorany. Jest częścią tzw. „Osiedla”, czyli centrum miasta. Wyodrębnione 14 kwietnia 1978. Dawniej, przez wieki na tym terenie znajdowały się pola mieszczańskie, uprawiane do lat 60. Znajdują się tu m.in. Gimnazjum nr 2, Spółdzielczy Dom Kultury.
Ulice: Dworcowa, Grunwaldzka (częściowo), Kopernika, Kossaka, Kusocińskiego (częściowo), Skargi (częściowo), Spółdzielcza (częściowo), Staffa (częściowo), Torowa (częściowo)

## Kościuszki

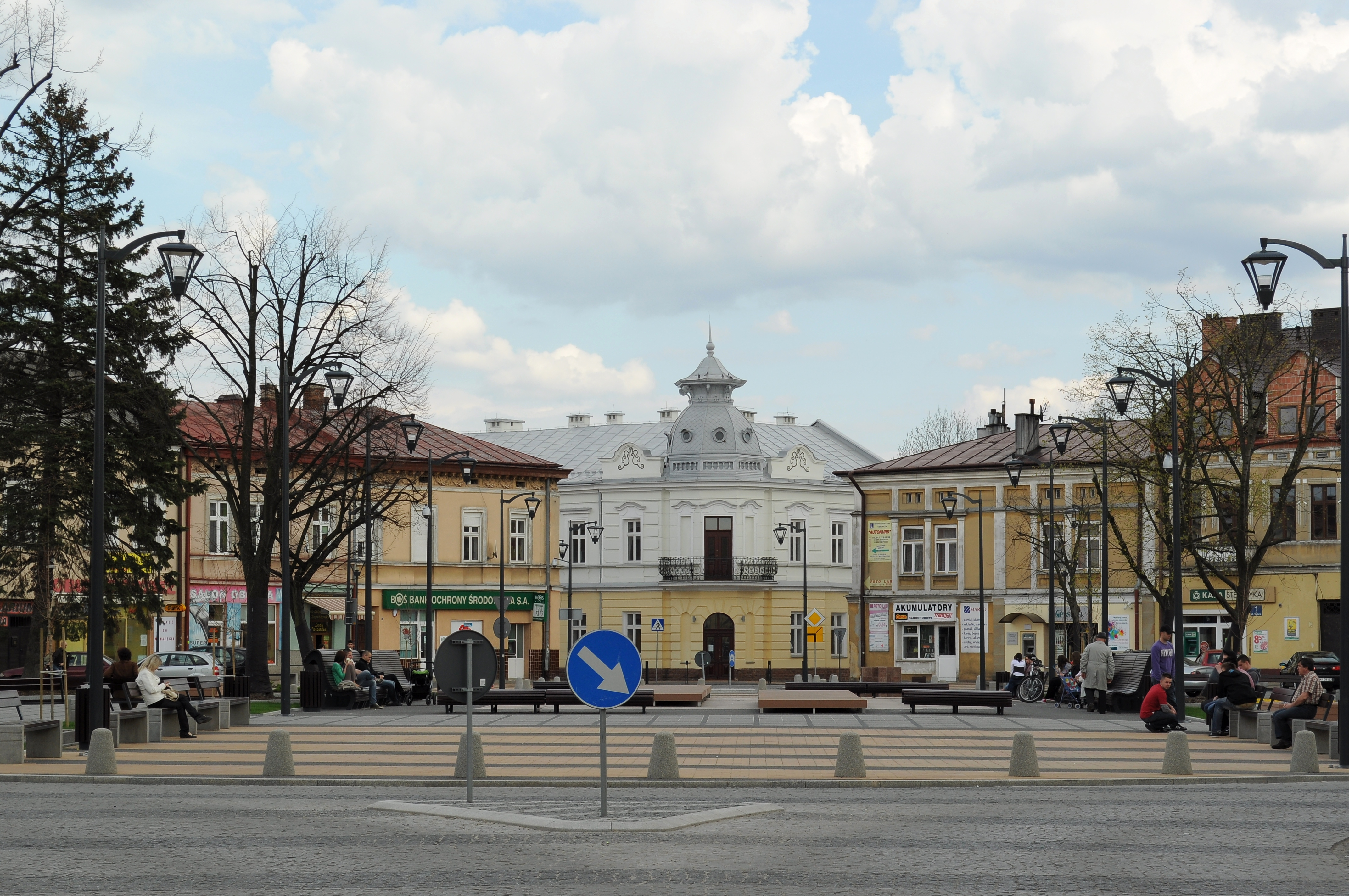
Mielecki Rynek na os. Kościuszki

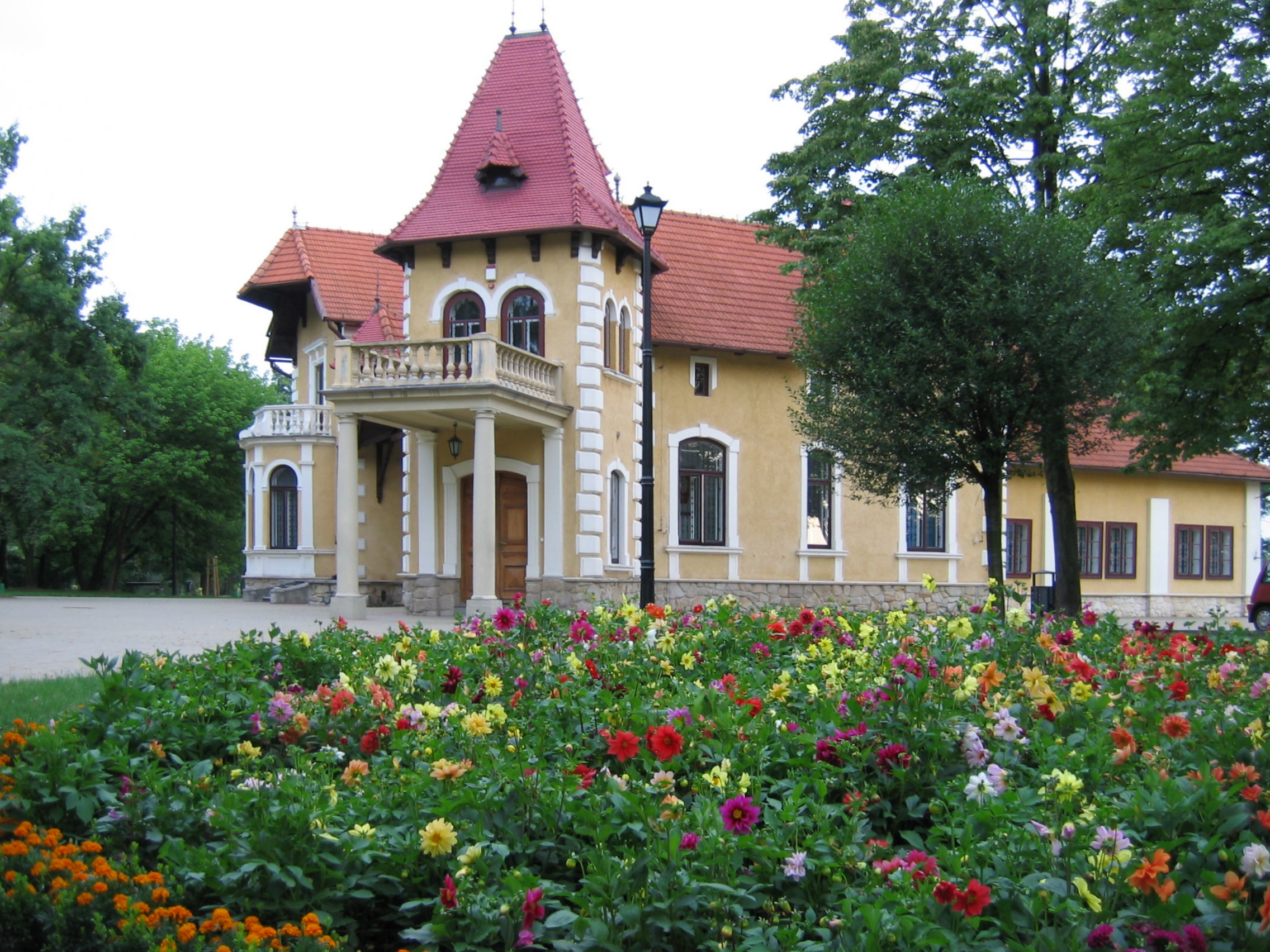
Pałacyk Oborskich na os. Kościuszki

Jedno z dwóch osiedli, z których składa się najstarsza część Mielca – Stary Mielec. Stanowi jego południową część i kolebkę całego miasta. Zamieszkane przez ok. 2000 osób. Zostało wydzielone 14 kwietnia 1978. Ma bogatą historię równą historii całego miasta, znajdują się tu najważniejsze zabytki Mielca: Bazylika Mniejsza św. Mateusza, budynek Rady Powiatowej z „Salą Królewską” (obecnie Szkoła Muzyczna), pałacyk Oborskich położony na terenach dawnego folwarku nad Wisłoką, wiele starych kamienic oraz Rynek, a także I LO.
Ulice: Apteczna, Dembowskiego, Plater, Flisaków, Hetmańska, Jadernych, Jędrusiów, Konarskiego, Kosynierów, Kościelna, Kościuszki, Krakowska, Lenartowicza, Lindego, Lisa, Lwowska, Mała, Mickiewicza, Moniuszki, Narutowicza, Pasieczna, Połaniecka, Potockiego, Racławicka, Reymonta, Rynek, Rzeczna, Rzemieślnicza, Szkolna I, Sitki, Targowa, Wojsławska (częściowo), Wolności (częściowo), Zacisze, Zagrody, Zawale

## Kusocińskiego

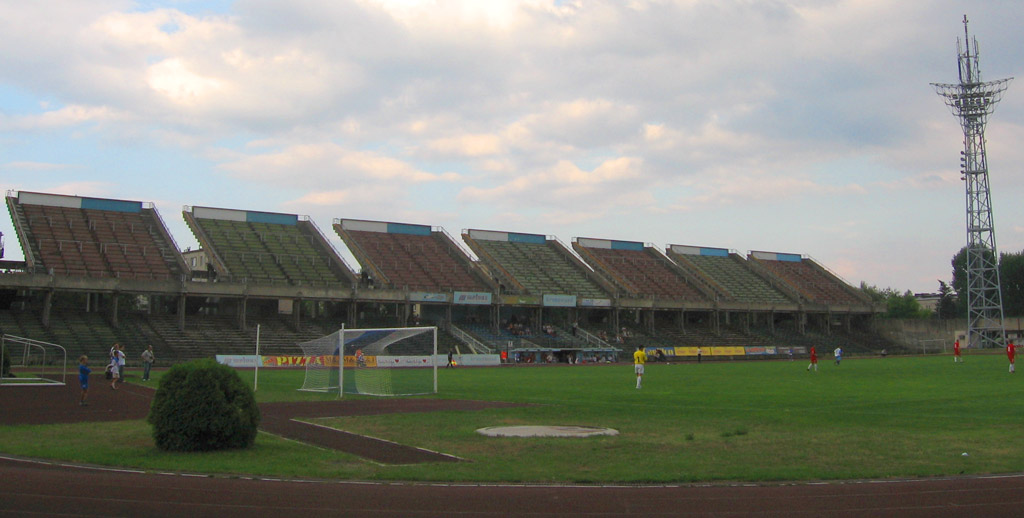
Mielecki stadion na os. Kusocińskiego

Osiedle złożone z bloków mieszkalnych, część tzw. „Osiedla”, zamieszkane przez ok. 4700 osób. Utworzone 14 kwietnia 1978. Powstało w latach 50. i 60. Znajduje się tu bogata infrastruktura oświatowa, kulturalna, sportowa i rekreacyjna, m.in. Dom Kultury SCK, Biblioteka Miejska, obiekty MOSiR (stadion Stali Mielec, hala sportowo-widowiskowa, lodowisko, baseny, tereny rekreacyjne), Hotel Polski, Szkoła Podstawowa nr 6, Gimnazjum nr 1.
Ulice: al. Niepodległości (częściowo), Biernackiego, Grunwaldzka (częściowo), ks. Skargi (częściowo), Kusocińskiego (częściowo), Łukasiewicza, Ossolińskich, Sikorskiego (częściowo), Solskiego, Staffa (częściowo), Zapolskiej (częściowo)

## Lotników
Osiedle mieszkaniowe wybudowane na przełomie lat 70. i 80. XX wieku z wielkiej płyty. Zamieszkane przez ok. 12140 osób. Leży częściowo na terenach dawnej wioski Borek. Dawna nazwa to osiedle Krasickiego, zmieniona na Lotników, jednak nadal potocznie najczęściej używa się nazwy Borek. Na terenie osiedla znajduje się kościół parafialny Ducha Świętego, Katolicki Ośrodek Kultury, ogródki działkowe POD „Solidarność”, Szkoła Podstawowa nr 9, Gimnazjum nr 3, V Liceum Ogólnokształcące, przedszkola i żłobek. Na starym, pierwotnym obszarze osiedla znajduje się stacja kolejowa Mielec, a także dawny dworzec autobusowy, służący obecnie jako parking.
Ulice: al. Ducha Świętego, Bajana, Dąbrowskiego, Drzewieckiego, Kocjana, Pisarka, Sienkiewicza (częściowo), Tańskiego

## Mościska
Najmniejsze mieleckie osiedle położone na terenach leśnych, zamieszkane przez ok. 290 osób. Do lat 60. XX wieku była to wioska należąca do gromady Cyranka. Wzmiankowana w 1519, jej nazwa pochodzi prawdopodobnie od słowa most, ponieważ na bagnistych terenach ze stawami było dawniej bardzo dużo kładek. Od 1 stycznia 1973 w granicach Mielca.
Ulice: Doliny, Pogodna, Rudnik, Spokojna, Wojska Polskiego (częściowo)

## Niepodległości

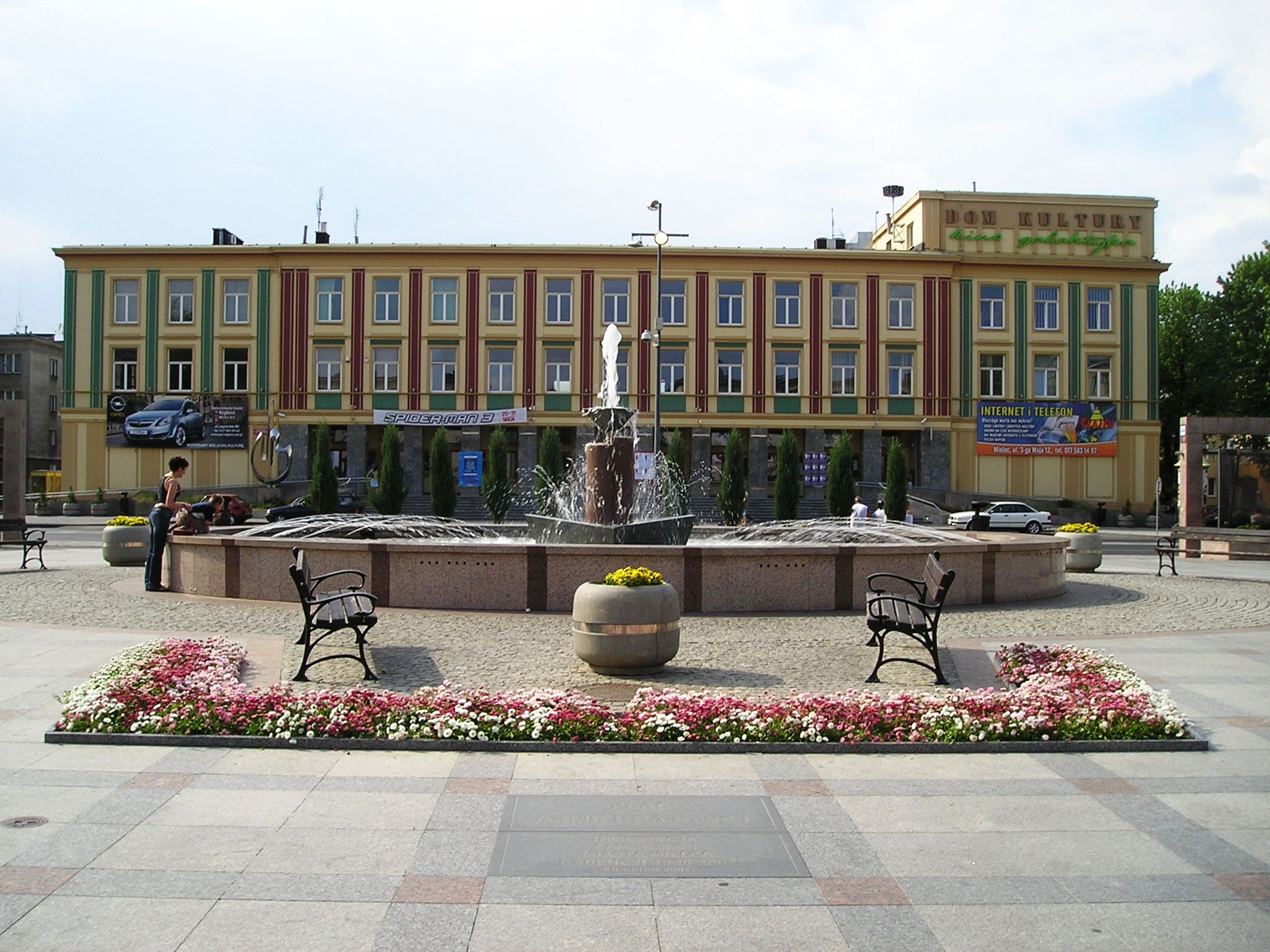
Plac AK na os. Niepodległości

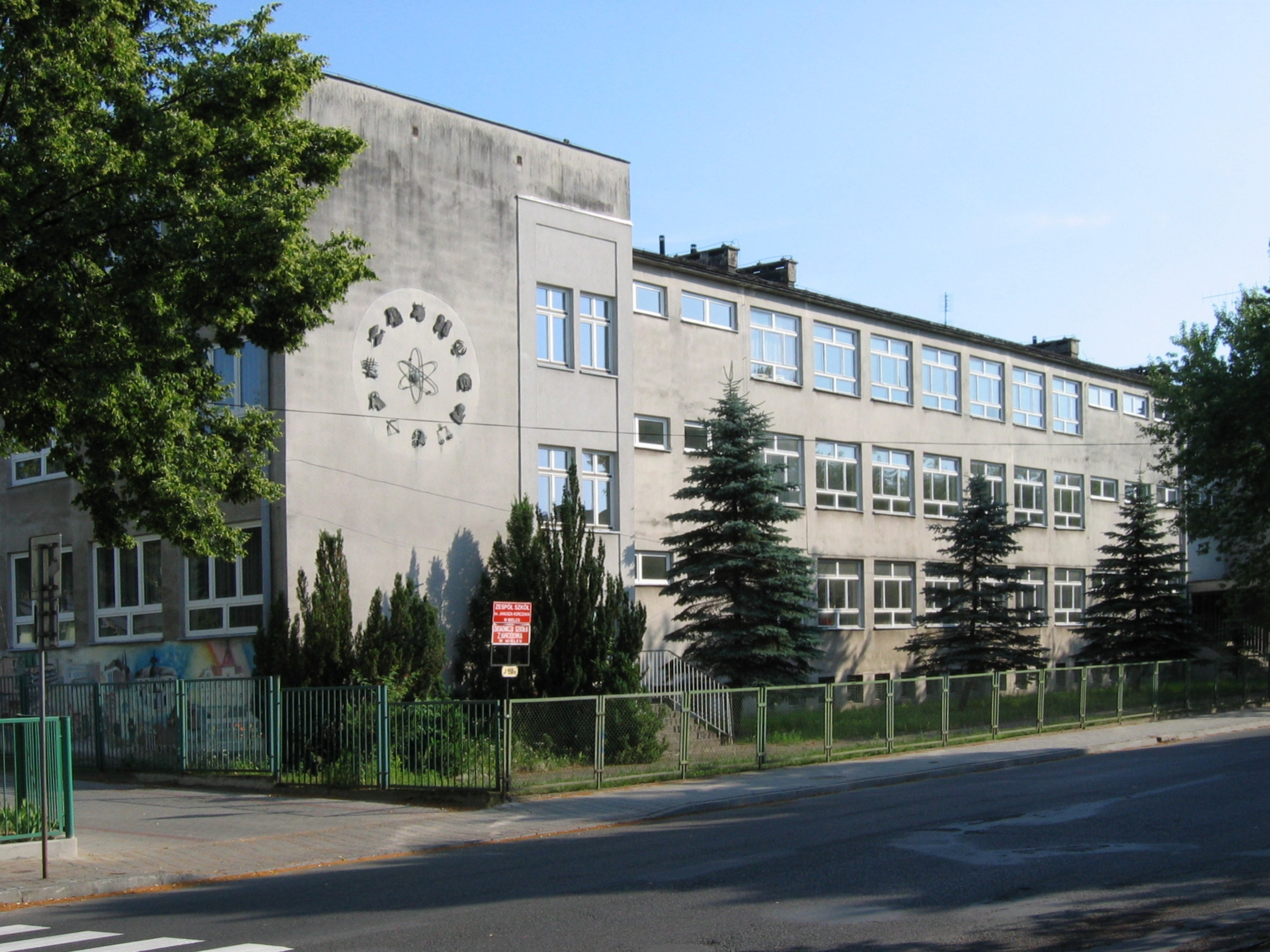
II LO na os. Niepodległości

Osiedle mieszkalne położone w centrum miasta, część tzw. „Osiedla”, zamieszkane przez ok. 6100 osób. Złożone głównie z budynków wielorodzinnych budowanych w latach 30., 40. i 50. dla pracowników PZL (później WSK), stąd nazwa „kolonia fabryczna”. 26 czerwca 1957 WSK przekazała osiedle Miejskiej Radzie Narodowej. 14 kwietnia 1978 zostało wydzielone jako Osiedle 22 Lipca, nazwa na obecną została zmieniona w lutym 1990. Najważniejszymi obiektami są kościół i obiekty parafii MBNP, II Liceum Ogólnokształcące, Szkoła Podstawowa nr 3, Urząd Miejski, Komenda Powiatowa Policji, Powiatowy Urząd Pracy, dwa budynki Starostwa Powiatowego, MARR, plac AK, siedziba hufca ZHP, a także resztki Góry Cyranowskiej.
Ulice: al. Niepodległości (częściowo), Arczewskiego, Asnyka, Bogusławskiego, Chopina, Czarneckiego, Fredry, Kochanowskiego, Kołłątaja, Konopnickiej, Kraszewskiego, Miasteczko Młodego Robotnika, pl. Armii Krajowej, Skłodowskiej, Tetmajera, Wyspiańskiego, Żeromskiego (częściowo)

## Rzochów
Dawniej miasto, obecnie osiedle domów jednorodzinnych, przyłączone do Mielca w 1985. Zamieszkane przez ok. 910 osób. Głównym elementem osiedla jest kwadratowy rynek z XV wieku, jest także kościół parafialny św. Marka Ewangelisty i kościół. Częścią osiedla jest również Łuże znajdujące się za lasem w stronę Kolbuszowej, które przed wojną było samodzielną wioską.
Ulice: Biedronki, Dębicka, Grabiowa, Grzybowa, Jagodowa, Kolejowa, Łuże, Podleśna, Rynek Rzochowski, Rzochowska, Św. Marka, Wandy

## Smoczka
Osiedle domków jednorodzinnych, zamieszkane przez ok. 990 osób. Jako wieś wzmiankowana w 1542 (własność Mieleckich), w XVIII wieku uznana za część Mielca (własność Wiesiołowskich). Od 1 stycznia 1973 w granicach Mielca.
Ulice: Bigo, Ciołkosza, Dziadyka, Fibicha, Iwaszkiewicza, Kahla, Kazany, Koryckiego, Krempy, Królowej Jadwigi, Kryczyńskiego, Księdza Gwoździowskiego, Księdza Popiełuszki, Lema, Majowa, Matki Teresy, Mikołajczyka, Popiela, Powstańców Warszawy, Rataja, Sabbata, Siorka, Smoczka, Szarych Szeregów, Śliwy Franciszka, Świętej Anny, Świętego Brata Alberta, Świętej Kingi, Trynitarska, Wiesiołowskiego (od torów kolejowaych do końca ulicy), Witosa (od torów kolejowych do ul. Wolności), Wolności (od skrzyżowania z ul. Powstańców Warszawy do granic miasta z wyłączeniem numerów nieparzystych od skrzyżowania z ul. Szafera do skrzyżowania z ul. Partyzantów), Żurawskiego

## Smoczka I
Najmłodsze mieleckie osiedle mieszkaniowe – budowane w trzech etapach w latach: najpierw 1985–1992 jako osiedle robotnicze (bloki przy ul. Warneńczyka 1, 5, 6, 7, 8, 9, 13, 15 i 17, ul. Dąbrówki 12, 14, 16 i 18 oraz ul. Zygmuntowska 7), następnie 1996–2002 (ul. Zygmuntowska 2 oraz przy ul. Wyszyńskiego 1 i 8) oraz obecnie 2007-nadal (pozostałe bloki). Początkowo wchodziło w skład Osiedla Smoczka, lecz ze względu na odmienny (bardziej intensywny, wielorodzinny) charakter zabudowy mieszkaniowej w 1995 zostało z niego wydzielone i otrzymało obecną nazwę (inną proponowaną nazwą było: „Osiedle Warneńczyka i Dąbrówki”, uznane za zbyt długie). Zamieszkane przez ok. 6300 osób, perspektywicznie przewidziane dla 40 tysięcy mieszkańców. Na osiedlu znajduje się m.in. C.H. „Biedronka”, C.H. „Orzech”, Dom Pomocy Społecznej, kościół pw. Trójcy Przenajświętszej, Szkoła Podstawowa nr 11 z halą sportową, jednostka Ochotniczej Straży Pożarnej Smoczka, restauracja z domem weselno-bankietowym „Piano Cafe”, pizzerie „Max” i „Diablo”, kryty basen, PUB „Legenda” z kręgielnią oraz centrum handlowe „Galeria Viva”.
Ulice: Smoczka, Dąbrówki, Kardynała Wyszyńskiego, Powstańców Warszawy, Warneńczyka, Zygmuntowska

## Szafera
Osiedle mieszkaniowe wchodzące początkowo w skład Osiedla Dziubków, lecz ze względu na odmienny (bardziej intensywny, wielorodzinny) charakter zabudowy mieszkaniowej – wydzielone w 1995 z Dziubkowa. Powstawało w latach 1980-1985. Zbudowane z cegieł, jako osiedle robotnicze (26 bloków mieszkalnych). Jest trochę starsze od Smoczki I i bogatsze w infrastrukturę. Zamieszkane przez ok. 3750 osób. Znajdują się tam m.in. przedszkole, żłobek, Spółdzielczy Dom Kultury, świetlica wychowawcza, przy której działa również klub seniora, poczta. Centrum osiedla stanowi rynek przebudowany w 2006 roku, otoczony blokami i sklepami.
Ulice: Botaniczna, Chałubińskiego, Godlewskiego, Raciborskiego, Szafera.

## Wojsław
Osiedle domów jednorodzinnych, zamieszkane przez ok. 1900 osób. Do 1985 Wojsław był osobną wsią. W latach 1269–1463 była własnością klasztoru benedyktynów na Łysej Górze. W 1471 był własnością Jana z Pawłowa herbu Godziemba, a później Jana Skrętki. Od 1480 do XVI wieku należał do rodu Mieleckich, a następnie kolejno Ratowskich, Lubomirskich, Sanguszków, Wiesiołowskich i Sękowskich. W 1629 roku właścicielem wsi w powiecie sandomierskim województwa sandomierskiego był Stanisław Lubomirski. Osiedle jest rozciągnięte wzdłuż ulicy Wojsławskiej, znajduje się na nim klasycystyczny dwór z parkiem (obecnie w rękach prywatnych), kościół pomocniczy pw. Najświętszego Serca Pana Jezusa parafii staromiejskiej, Dom Ludowy oraz budynek po SP nr 10 i filii WSGiZ. Od 1 stycznia 1973 w granicach Mielca.
Ulice: Benedyktyńska, Bolesława Chrobrego, Bolesława Wstydliwego, Dobra, Gardulskiego, Gołębia, Iwaszkiewicza, Nadziei, Rybacka, Saramy, Wiesiołowskiego, Wiosenna, Witosa (częściowo), Wojsławska (częściowo), Zielona, Żegoty

## Wolności
Osiedle domów jednorodzinnych, zamieszkane przez ok. 1870 osób. Zaczęło powstawać pod koniec lat 50. XX wieku na terenach południowego (wówczas) Mielca oraz Górki Wojsławskiej i rozrastało się w kierunku wschodnim. Wzdłuż ulic Korczaka, Piaskowej i Wolności (na wysokości Hali Targowej) znajduje się największy w Mielcu kompleks hurtowni (głównie spożywczych). Część osiedla zajmują jeszcze pola uprawne. Infrastruktura przy ulicy Korczaka ma głównie charakter przemysłowy. Jest to jeden z 3 głównych (poza SSE Euro-Park) miejskich obszarów przemysłowych.
Ulice: Boczna, Broniewskiego, Brożka, Ćwiklińskiej, Czecha, Dunikowskiego, Gałczyńskiego, Gombrowicza, Jaracza, Jasińskiego, Karłowicza, Kasprowicza, Kasprzaka, Korczaka, Krańcowa, Krasińskiego, ks. Kordeckiego, Leśmiana, Makuszyńskiego, Naruszewicza, Norwida, Nowowiejskiego, Okrzei, Piaskowa, Pola, Polna, Prusa, Przyjazna, Spacerowa, Starzyńskiego, Szymanowskiego, Twardowskiego, Wolności (częściowo), Zwycięstwa

## Żeromskiego

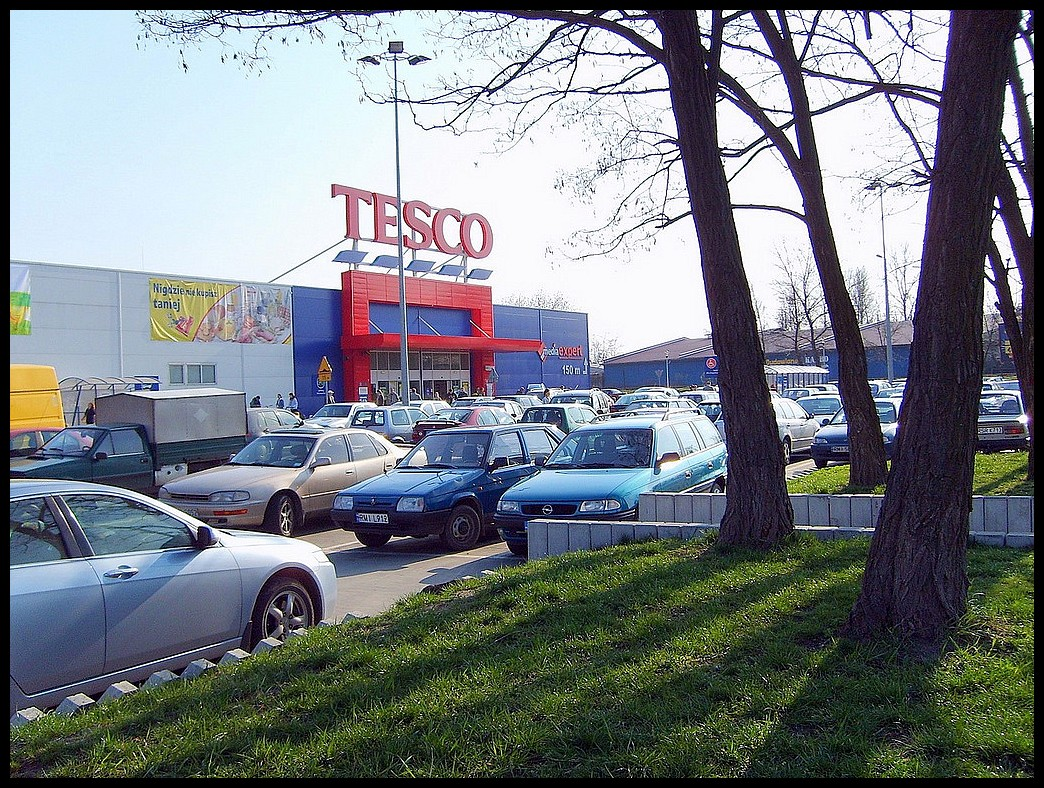
Tesco na os. Żeromskiego

Osiedle mieszkaniowe złożone głównie z bloków z wielkiej płyty budowanych w latach 70. i 80. XX wieku (tu powstały pierwsze w mielcu jedenastopiętrowe wieżowce), należy do tzw. "Osiedla", zamieszkane przez ok. 2060 osób. Nazwa pochodzi od głównej ulicy osiedla. Na jego terenie znajduje się Urząd Miejski, Komenda Policji, Urząd Skarbowy, Szpital Powiatowy im. Edmunda Biernackiego, Zespół Szkół Technicznych, pierwsza w mieście (budowana w latach 90.) galeria handlowa "Pasaż" oraz w latach 2004-2021 hipermarket międzynarodowej sieci Tesco. Część osiedla zajmuje kompleks leśny ze znajdującą się tam Stacją Uzdatniania Wody i Cmentarzem Żołnierzy Radzieckich.
Ulice: Kazimierza Jagiellończyka, Kędziora, Leśna, Pułaskiego, Torowa (częściowo), Wolności (częściowo), Żeromskiego (częściowo)